# 今井孝博
今井 孝博（いまい たかひろ）は、日本の撮影監督。
これまで手掛けた作品に『共喰い』、『凶悪』 などがある。

## フィルモグラフィー

### 映画
- R246 STORY（2008年） - 「224466」「ありふれた帰省」「弁当夫婦」
- eatrip（2009年）
- 南の島のフリムン（2009年）
- 目を閉じてギラギラ（2011年）
- 東京プレイボーイクラブ（2011年）
- ここにいる…（2011年）
- 妙子の恋（2012年）
- 同じ星の下、それぞれの夜（2012年） - 「ニュースラウンジ25時」
- おとぎ話みたい（2013年）
- 共喰い（2013年）
- 凶悪（2013年）
- マダム・マーマレードの異常な謎（2013年）
- ピンクとグレー（2016年）
- 日本で一番悪い奴ら（2016年）
- ジムノペディに乱れる（2016年）
- アジア三面鏡 Pigeon（2016年）
- 22年目の告白 -私が殺人犯です-（2017年）
- クジラの島の忘れ物（2018年）
- 洗骨（2019年）
- 貞子（2019年）
- スマホを落としただけなのに 囚われの殺人鬼（2020年）
- 窮鼠はチーズの夢を見る（2020年）
- 夏、至るころ（2020年）
- Pure Japanese（2022年）
- 嘘喰い（2022年）
- ぜんぶ、ボクのせい（2022年）
- “それ”がいる森（2022年）
- 禁じられた遊び (2023年）
- ふしぎ駄菓子屋 銭天堂（2024年）
- 事故物件ゾク 恐い間取り（2025年公開予定）

### テレビ
- 俺たちは天使だ! NO ANGEL NO LUCK（2009年）
- 平成猿蟹合戦図（2014年）
- 撃てない警官（2016年）
- 居酒屋ふじ（2017年）
- MAGI 天王遣欧少年使節団（2019年）
- 居酒屋兆治（2020年）
- 38歳バツイチ独身女がマッチングアプリをやってみた結果日記（2020年）
- ハマる男に蹴りたい女(2023年）
- やわ男とカタ子（2023年）

### ミュージック・ビデオ
- 塩ノ谷早耶香「それでも世界は美しい」（2014年）
- backnumber「世田谷ラブストーリー」（2015年）

## 受賞歴
- 日本映画撮影監督協会 平成25年 第57回三浦賞（『共喰い』）[3]
- 第68回毎日映画コンクール 撮影賞（『共喰い』）[4]